# Mario Pieri
Mario Pieri (Lucca, 22 giugno 1860 – Capannori, 10 marzo 1913) è stato un matematico italiano, noto per i suoi studi sulla geometria proiettiva e su questioni di logica sviluppate sotto l'influenza dell'opera di Giuseppe Peano.

## Biografia
Nel 1880 si iscrisse all'Università di Bologna, ma l'anno seguente vinse un posto alla Scuola Normale Superiore di Pisa, dove si laureò nel 1884, quindi iniziò a insegnare nelle scuole pubbliche di Pisa.
A partire dal 1888, ebbe incarichi di insegnamento in geometria prima alla Scuola Militare di Torino, poi, dal 1891, conseguita la libera docenza in geometria, anche alla locale università, dove fu collaboratore di Corrado Segre, Giuseppe Peano e Cesare Burali-Forti.
Nel 1900, vinto un concorso, prese servizio alla cattedra di geometria proiettiva e descrittiva dell'Università di Catania, dove rimase fino al 1908, quando passò alla stessa cattedra dell'Università di Parma, che resse fino alla morte prematura, a soli 52 anni, per un tumore.
Autore di una sessantina circa di pubblicazioni, queste riguardarono dapprima la geometria proiettiva e descrittiva, quindi, dal periodo torinese in poi, sotto l'influenza di Peano, la logica matematica e la filosofia della matematica, con particolare attenzione agli aspetti logici concernenti i fondamenti della matematica e della  geometria, definendo, tra l'altro, un sistema di assiomi per la geometria proiettiva sui numeri reali nel 1895 e, nel 1905, uno sui complessi.
Fu, tra le altre, membro dell'Accademia Lucchese di Scienze, Lettere ed Arti e dell'Accademia Gioenia di Catania.

## Opere principali
- Lezioni di geometria proiettiva, per gli allievi dell'Accademia Militare, Tip. G. Candeletti, Torino, 1891.
- Lezioni di geometria proiettiva, Tip. Anghinetti & Giaroli, Parma, 1910.
- Opere sui fondamenti della matematica, a cura dell'UMI-CNR, Edizioni Cremonese, Roma, 1980.